# Coleophora carpinella
Coleophora carpinella é uma espécie de mariposa do gênero Coleophora pertencente à família Coleophoridae.